# Megaselia teresamajewskae
Megaselia teresamajewskae är en tvåvingeart som beskrevs av Ronald Henry Lambert Disney 1998. Megaselia teresamajewskae ingår i släktet Megaselia och familjen puckelflugor.
Artens utbredningsområde är Polen. Inga underarter finns listade i Catalogue of Life.